# Ronald Ede
Ronald Ede (* 7. Juli 1925) ist ein ehemaliger britischer Hürdenläufer und Sprinter.
Bei den Leichtathletik-Europameisterschaften 1946 in Oslo wurde er Sechster über 400 m Hürden und gewann Silber in der 4-mal-400-Meter-Staffel. Im Jahr darauf gewann er Bronze über 400 m Hürden bei den Internationalen Universitätsspielen.
1946 wurde er Englischer Meister über 440 Yards Hürden. Seine persönliche Bestzeit über 400 m Hürden von 54,9 s stellte er am 7. September 1947 in Paris auf.